# Sîneava, Zbaraj
Sîneava (în ucraineană Синява) este o comună în raionul Zbaraj, regiunea Ternopil, Ucraina, formată numai din satul de reședință. Satul este situat în nord-estul regiunii istorice Galiția.

## Demografie
Componența lingvistică a comunei Sîneava
     Ucraineană (99,71%)
     Alte limbi (0,2%)
Conform recensământului din 2001, majoritatea populației comunei Sîneava era vorbitoare de ucraineană (99,71%), existând în minoritate și vorbitori de alte limbi.